# Révfülöp, Veszprém
Révfülöp  este un sat în districtul Tapolca, județul Veszprém, Ungaria, având o populație de 1.181 de locuitori (2011). 

## Demografie
Componența etnică a satului Révfülöp
     Maghiari (94,91%)
     Germani (3,79%)
     Necunoscut (0,54%)
     Romi (0,76%)
     Alții (0,54%)
Componența confesională a satului Révfülöp
     Romano-catolici (40,56%)
     Fără religie (7,45%)
     Luterani (5,33%)
     Reformați (3,64%)
     Necunoscută (41,74%)
     Alte religii (1,52%)
Conform recensământului din 2011, satul Révfülöp avea 1.181 de locuitori. Din punct de vedere etnic, majoritatea locuitorilor (94,91%) erau maghiari, cu o minoritate de germani (3,79%). Apartenența etnică nu este cunoscută în cazul a 0,54% din locuitori. Nu există o religie majoritară, locuitorii fiind romano-catolici (40,56%), persoane fără religie (7,45%), luterani (5,33%) și reformați (3,64%). Pentru 41,74% din locuitori nu este cunoscută apartenența confesională.